# Sabine Jahn
Sabine Jahn, född den 27 juni 1953 i Neuruppin i Tyskland, är en östtysk roddare.
Hon tog OS-silver i dubbelsculler i samband med de olympiska roddtävlingarna 1976 i Montréal.